# Барон Рэлей

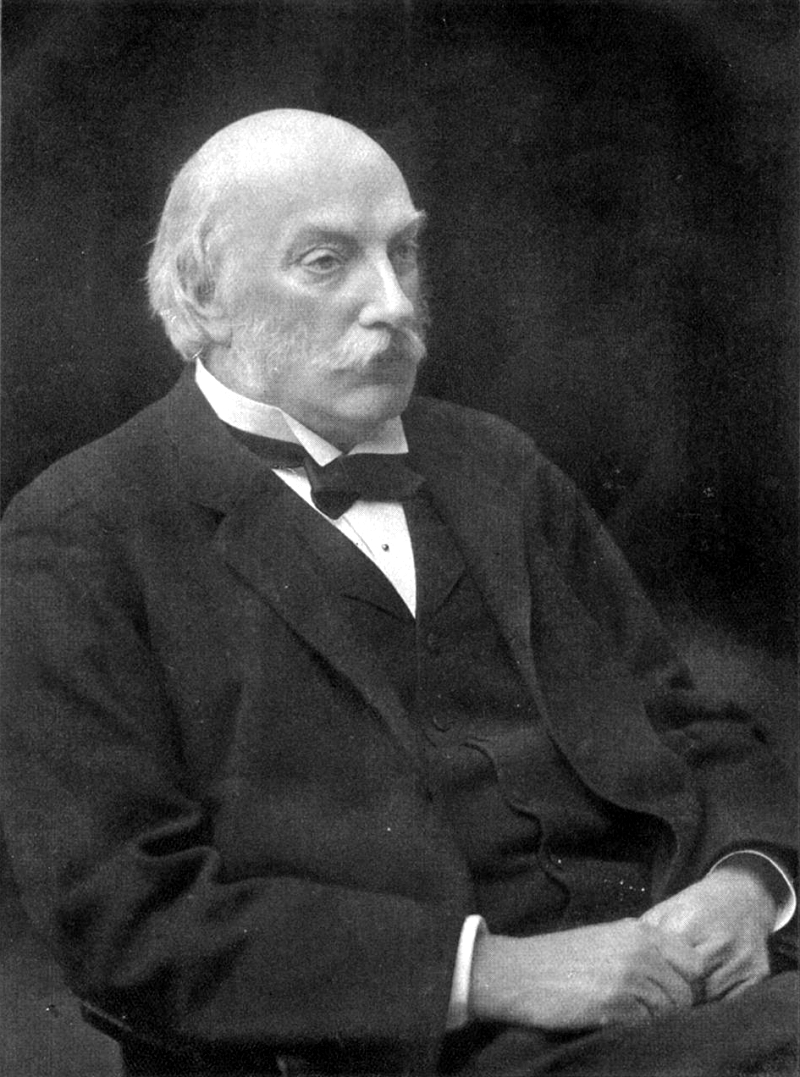
Джон Стретт, 3-й барон Рэлей (1842—1919)

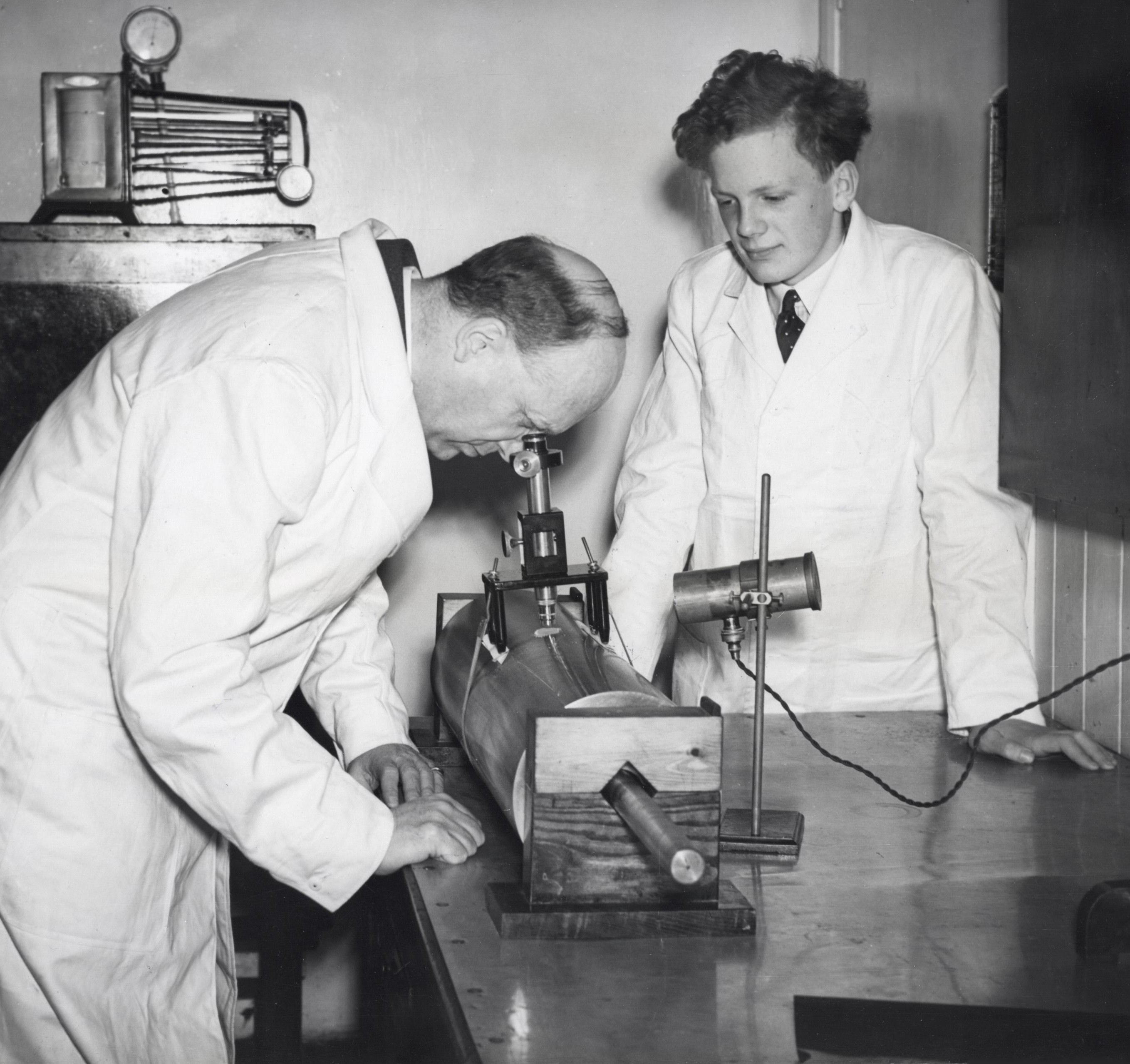
Роберт Джон Стретт, 4-й барон Рэлей, и его сын в 1938 году

Барон Рэлей из Тирлинг Плейс в графстве Эссекс — наследственный титул в системе Пэрства Соединённого королевства.

## История
Титул барона Рэлей был создан 18 июля 1821 года для леди Шарлотты Стретт (1758—1836), жены полковника Джозефа Стретта (1758—1845), депутат Палаты общин от Молдона (1790—1826) и Окхэмптона (1826—1830). Джозеф Стретт происходил из семьи Стретт, которая сделала себе состояние в мукомольном бизнесе в графстве Эссекс. Леди Рэлей была пятой дочерью Джеймса Фицджеральда, 1-го герцога Лейнстера (1722—1773), и леди Эмили Леннокс (1731—1814), второй из известных сестер Леннокс. Её братьями были контр-адмирал Чарльз Фицджеральд, 1-й барон Лекейл (1756—1810), и лорд Эдвард Фицджеральд (1763—1798). Внук леди Рэлей, Джон Уильям Стретт, 3-й барон Рэлей (1842—1919), был известным физиком и лауреатом Нобелевской премии (1904). Сын последнего, Роберт Джон Стретт, 4-й барон Рэлей (1875—1947), также был известным физиком. 
По состоянию на 2025 год носителем титула являлся внук последнего, 6-й барон Рэлей (род. 1960), который наследовал своему дяде в 1988 году.
Другими известными членами семьи Стретт являются Эдвард Джеральд Стретт (1854—1930), пятый сын 2-го барона Рэлея и основатель Strutt & Parker, и его внук, сэр Найджел Эдвард Стретт (1916—2004). Последний был младшим сыном капитана Эдварда Джолиффа Стретта.
Семейная резиденция — Тирлинг-Плейс, недалеко от Тирлинга в графстве Эссекс.

## Бароны Рэлея (1821)
- 1821—1836: Шарлотта Мария Гертруда Стретт, 1-я баронесса Рэлей[англ.] (29 мая 1758 — 12 сентября 1836), пятая дочь генерал-лейтенанта Джеймса Фитцджеральда, 1-го герцога Лейнстера (1722—1773), супруга с 1789 года Джозефа Холдена Стретта[англ.] (1758—1845);
- 1836—1873: Джон Джеймс Стретт, 2-й барон Рэлей (30 января 1796 — 14 января 1873), старший сын предыдущих;
- 1873—1919: Джон Уильям Стретт, 3-й барон Рэлей (12 ноября 1842 — 30 июня 1919), старший сын предыдущего;
- 1919—1947: Роберт Джон Стретт, 4-й барон Рэлей[англ.] (28 августа 1875 — 13 декабря 1947), старший сын предыдущего;
- 1947—1988: Джон Артур Стретт, 5-й барон Рэлей (12 апреля 1908 — 21 апреля 1988), старший сын предыдущего;
- 1988 — настоящее время: Джон Джеральд Стретт, 6-й барон Рэлей (род. 4 июня 1960), племянник предыдущего, единственный сын достопочтенного Чарльза Ричарда Стретта (1910—1981);
  - Наследник титула: достопочтенный Джон Фредерик Стретт (род. 29 марта 1993), старший сын предыдущего.